# Proletarski (Novoberezanskoye, Korenovsk, Krasnodar)
Proletarski (del ruso: Пролетарский) es un posiólok del raión de Korenovsk del krai de Krasnodar, en Rusia. Está situado en las tierras bajas de Kubán-Azov, al sur del curso del río Beisug, 23 km al norte de Korenovsk y 78 km al nordeste de Krasnodar, la capital del krai. Tenía 290 habitantes en 2010.
Pertenece al municipio Novoberezanskoye.